# Індюк (Краснодарський край)
Індюк — село в Туапсинському районі Краснодарського краю. Входить Георгіївського сільського поселення.
Населення — 700 осіб (1999). 
Село Індюк витягнуто по ущелині Туапсинки більш ніж на 8 км, утворено об'єднанням декількох хуторів. 
Розташоване за 27 км на північний схід від міста Туапсе. Ім'я отримало від гори Індюк (856 м), біля підніжжя якої воно розташоване. Платформа «Індюк» на залізниці Туапсе — Армавір.